# Лутвид фест
Лутвид фест је први Фестивал луткарства и видео-презентације књиге у организацији Народне библиотеке "Филип Вишњић" из Бијељине, матичне библиотеке на просторима Семберије, за подручја општине Бијељина, Угљевик, Лопаре, Пелагићево, Доњи Жабар и Осмаци. Ово је први фестивал овакве врсте на овим просторима који има за циљ да популаризије луткарство и књигу и последица је рада библиотекара ове библиотеке.

## Историјат
Фестивал је први пут покренут 2017. године у априлу мјесецу. Претходио му је период од шест мјесеци кроз који су учесници обучавани из области луткарства, мултимедијалне писмености и драматизације књижевног дјела. Цијели пројекат се заснива на тамичењу у извођењу луткарске представе и видео-презентације задате књиге у категоријама основних школа на простору града Бијељине. Фестивал је званично отворио директор библиотеке Јован Цвејтковић који је трајао од 24. до 28. априла, стим да су права четири дана била такмичарски дио, док је посљедњи дан била додјела награда. Важно је напоменути да је овај фестивал организован у склопу обиљежавања свјетског дана књиге који се обиљежава 23. априла. Такође, том приликом грађани су имали могућност да се упишу у библиотеку уз значајан попуст.

### Лутвид фест 2017
Године 2017. учешће је узело 4 основне школе и то: ЈУ Основна школа "Кнез Иво од Семберије", ЈУ Основна школа "Вук Караџић", ЈУ Основна школа "Свети Сава" и ЈУ Основна школа "Јован Дучић" . Фестивал се састојао из два такмичарска дијела. Први дио је одржан 5. априла 2017. године у категорији старијих основаца који су радили видео-презентацију књиге и плакат. Њихов рад је оцјењивао трочлани жири у саставу: Душан Тузланчић, магистар драмских и аудио-визуелних умјетности, Иван Петровић, глумац и Милош Ђурђевић, камерман и монтажер. Други дио је одржан у периоду од 24. до 28. априла и то тако што су се ове четири школе представиле у такмичарском дијелу који се састојао у јавном представљању пред бијељинском публиком која се нашла у библиотеци. Наступе је оцјењивао трочлани жири кога су чинили: Богдан Симић, луткар, Иван Петровић, глумац и Милан Стојановић, психолог.
Такмичарски дио је отворила Основна школа "Кнез Иво од Семберије" која је имала задатак да се ове године бави књигом Ане Ђокић-Понграшић „Зое, девојчица са врха солитера“, а коју су представили најмађи основци под менторством професора Горана Николића и професорке Иване Граховац.
Друго вече се представила Основна школа "Вук Караџић" која је своју видио презентацију и луткарску представу радила на тему наслова књиге Бошка Ломовића „Чудесна лутка Таијоко-сан“. На видео-презентацији радили су ученици старијих разреда ове школе.
Сљедећег дана је наступила Основна школа "Свети Сава". Ова школа прво се представила видео-презентацијом под менторством професора Данила Петровића. У наставку програма су представили чудесно путовање дружине професора Шизлапа и Марте Смарт у виду луткарске представе које су урадили по мотивима књиге „Мартина велика загонетна авантура“ Уроша Петровића, најчитанијих домаћих аутора за дјецу.
Као посљедња у такмичарском дијелу наступила је и Основна школа "Јован Дучић" која се бавила књигом Александра Поповића „Судбина једног Чарлија“.
Оно што је заједничко за овај такмичарски дио је то да је била заиста велика посјећеност и одзив грађана Бијељине, који су доласком у просторије библиотеке увеличали ову манифестацију. Том приликом су могли да гласају за побједника фестивала, гдје су им на формулару биле у понуди ове четири основе школе које су биле у такмичарском дијелу.

## Награде и проглашење побједника
Поред гласова публике који су одлучивали о побједнику фестивала такође су се додјељиване и награде жирија. Додјељивале су се у категоријама: најбоља представа у цјелини, најбољи сценарио, најбоља лутка, најбоља сценографија, најбоља видео-презентација књиге и награда школи за највећи допринос популаризацији књиге.
Побједник првог Фестивала луткарства и видео-презентације књиге "Лутвид фест", одржаног у организацији Народне библиотеке "Филип Вишњић" у Бијељини, је Основна школа "Кнез Иво од Семберије" који су добили награду и за најбољу лутку која је додјељена од стране жирија. Награду за најбољи плакат и за најбољи избор музике добили су ученици школе "Вук Караџић", док је за најбољу видео презентацију књиге проглађена школа "Свети Сава", која је награђена и за најбољи сценарио.
Побједник је награђен путовањем на професионалну луткарску представу у Београду, док су сви учесници награђени заједничким излетом у манастир Тавну.
Да је Лудвит фест успјешно реализован говори и чињеница да је више од 1.500 грађана посјетило је представе које су приказане у четири вечери у Библиотеци, што је највећи показатељ да је библиотека успјела да анимира грађане Бијељине, а такође у току те недјеље уписано је нових 350 суграђана, који су постали чланови Народне библиотеке "Филип Вишњић".
Захваљујући доброј организацији и доброј критици управа библиотеке је одлучила да се обиљежавање Лудвит фестивала организује и наредних година, а који би гледајући тренутну ситуацију, могао представљати лијепу традицију у будућности.